# Untersee (Jezioro Bodeńskie)
Untersee – jezioro na pograniczu Niemiec i Szwajcarii, tradycyjnie określane jako część Jeziora Bodeńskiego, choć jest od niego oddzielone. Powierzchnia jeziora wynosi 71 km², a lustro wody znajduje się 0,3 metra poniżej Obersee. Przez jezioro przepływa rzeka Ren.
Na jeziorze znajduje się wyspa Reichenau, na której znajdują się zabytkowe klasztory. Wyspa od 2000 roku znajduje się na liście światowego dziedzictwa UNESCO.